# Superliga Brasileira de Voleibol Feminino de 2017–18 - Série A
A Superliga Brasileira de Voleibol Feminino de 2017–18 - Série A por questões de patrocínio Superliga Cimed  foi a 24ª edição desta competição organizada pela Confederação Brasileira de Voleibol através da Unidade de Competições Nacionais. Também foi a 40ª edição do Campeonato Brasileiro de Voleibol Feminino, a principal competição entre clubes de voleibol feminino do Brasil. Participaram do torneio doze equipes provenientes de quatro estados brasileiros (São Paulo, Rio de Janeiro, Minas Gerais e Santa Catarina) e do Distrito Federal.
O Dentil Praia Clube conquista pela primeira vez o título da competição, numa série final de duas partidas com o Golden Set, além da utilização do árbitro de vídeo, recurso chamado de Desafio,  na fase final.Foi eleita a melhor jogadora (MVP) da competição a atacante Tandara Caixeta, além dos prêmios de melhor ataque e foi a maior pontuadora da edição com 626 pontos

## Regulamento
A fase classificatória da competição foi disputada por doze equipes em dois turnos. Em cada turno, todos os times jogaram entre si uma única vez. Os jogos do segundo turno foram realizados na mesma ordem do primeiro, apenas com o mando de quadra invertido.
Os oito clubes primeiros colocados se classificaram para os play-offs. Nesta fase, a vitória por 3-0 ou 3-1 garantiu três pontos para o ganhador e nenhum ponto para o perdedor. Já com o placar de 3-2, o ganhador da partida somou dois pontos e o perdedor um. Os dois últimos colocados serão rebaixados para a Série B 2019.
Na seguinte ordem foram os critérios de desempate:número de vitórias,sets average, pontos average; confronto direto (no caso de empate entre duas equipes) e por último sorteio.Os play-offs foram divididos em três fases - quartas-de-final, semifinais e final.
Nas quartas-de-final houve um cruzamento entre as equipes com os melhores índices técnicos seguindo a lógica: 1ª x 8ª (A); 2ª x 7ª(B); 3ª x 6ª(C) e 4ª x 5ª(D). Estas jogaram partidas em melhor de 3 (jogos), sendo um mando de campo para cada e o jogo de desempate, caso necessário, no ginásio da equipe com o melhor índice técnico da fase classificatória.
As semifinais foram disputadas pelas equipes que passaram das quartas-de-final, seguindo a lógica: vencedora do duelo A x vencedora do duelo D; vencedora do duelo B x vencedora do duelo C. Estas jogaram novamente partidas em melhor de 3 (jogos), sendo um mando de campo para cada e o jogo de desempate, caso necessário, no ginásio da equipe com o melhor índice técnico da fase classificatória.
As vencedoras se classificaram para a final, que foi disputada em jogo único no estado do primeiro colocado da fase classificatória. A terceira e a quarta colocações foram definidas pelo melhor índice técnico da fase classificatória.
Os sets do torneio foram disputados até 25 pontos com a diferença mínima de dois pontos (com exceção do quinto set, que foi vencido pela equipe que fizesse 15 pontos com pelo menos dois de diferença). Ocorreram paradas técnicas no 8º e no 16º pontos da equipe que primeiro os alcançaram.

## Equipes participantes
Doze equipes disputaram o título da Superliga Feminina de 2017/2018- Série A. São elas:
| Equipe Nome fantasia                        | Ginásio Cidade                            | Capacidade | Temporada 2016/2017 |
| ------------------------------------------- | ----------------------------------------- | ---------- | ------------------- |
| Rio de Janeiro Rexona Sesc Rio              | Tijuca Tênis Clube Rio de Janeiro         | 3 000      | 1º                  |
| SESI-SP SESI São Paulo                      | SESI Santo André Santo André              | 800        | 11º, 1º (Taça Ouro) |
| Osasco VC Vôlei Nestlé Osasco               | José Liberatti Osasco                     | 4 500      | 2º                  |
| Praia Clube Dentil Praia Clube              | Arena Praia Uberlândia                    | 1 730      | 3º                  |
| EC Pinheiros                                | Henrique Villaboim São Paulo              | 1 100      | 8º                  |
| São Caetano São Cristóvão Saúde/São Caetano | Lauro Gomes São Caetano do Sul            | 5 000      | 9º                  |
| Brasília Brasília Vôlei                     | SESI Taguatinga Taguatinga                | 1 150      | 6º                  |
| Fluminense Fluminense Vôlei                 | Hebraica Rio de Janeiro                   | 1 000      | 7º                  |
| Minas Tênis Clube Camponesa/Minas           | Arena Minas Tênis Clube Belo Horizonte    | 3 650      | 4º                  |
| CC Valinhos Renata/Valinhos Country         | Vereador Pedro Ezequiel da Silva Valinhos | 3 500      | 12º [rio]           |
| Vôlei Bauru                                 | Panela de Pressão Bauru                   | 2 000      | 5º                  |
| Barueri Hinodê/Barueri                      | José Corrêa Barueri                       | 5 000      | 1º (Série B)        |

Notas
[rio] ^ :Valinhos ingressa através da vaga do Rio do Sul Vôlei, que desistiu de disputar a competição.

DES ^  Equipe desistiu da participação  do torneio, surgindo o convite por parte da CBV para o CC Valinhos

## Fase classificatória

### Classificação
- Vitória por 3 sets a 0 ou 3 a 1: 3 pontos para o vencedor;
- Vitória por 3 sets a 2: 2 pontos para o vencedor e 1 ponto para o perdedor.
- Não comparecimento, a equipe perde 2 pontos.
- Em caso de igualdade por pontos, os seguintes critérios servem como desempate: número de vitórias, média de sets e média de pontos.

|  |                                                 |
|  | Equipes classificadas para às quartas-de-final. |
|  | Rebaixadas para a Série B 2019.                 |

|     |                |     | Jogos | Jogos | Jogos | Resultados | Resultados | Resultados | Resultados | Resultados | Resultados | Sets | Sets | Sets  | Pontos | Pontos | Pontos |
| Pos | Equipe         | Pts | T     | V     | D     | 3–0        | 3–1        | 3–2        | 2–3        | 1–3        | 0–3        | V    | P    | R     | V      | P      | R      |
| --- | -------------- | --- | ----- | ----- | ----- | ---------- | ---------- | ---------- | ---------- | ---------- | ---------- | ---- | ---- | ----- | ------ | ------ | ------ |
| 1   | Praia Clube    | 61  | 22    | 21    | 1     | 14         | 4          | 3          | 1          | 0          | 0          | 65   | 13   | 5,000 | 1855   | 1409   | 1.317  |
| 2   | Rio de Janeiro | 57  | 22    | 20    | 2     | 13         | 4          | 3          | 0          | 0          | 2          | 60   | 16   | 3.750 | 1790   | 1518   | 1.179  |
| 3   | Minas          | 48  | 22    | 16    | 6     | 12         | 2          | 2          | 2          | 2          | 2          | 54   | 24   | 2.250 | 1810   | 1546   | 1.171  |
| 4   | Osasco         | 44  | 22    | 15    | 7     | 5          | 5          | 5          | 4          | 2          | 1          | 55   | 36   | 1.528 | 2064   | 1878   | 1.099  |
| 5   | Barueri        | 37  | 22    | 13    | 9     | 5          | 5          | 3          | 1          | 4          | 4          | 45   | 38   | 1.184 | 1807   | 1788   | 1.011  |
| 6   | Fluminense     | 37  | 22    | 13    | 9     | 5          | 4          | 4          | 2          | 2          | 5          | 45   | 39   | 1.154 | 1839   | 1809   | 1.017  |
| 7   | EC Pinheiros   | 31  | 22    | 9     | 13    | 5          | 3          | 1          | 5          | 2          | 6          | 39   | 44   | 0.886 | 1785   | 1843   | 0.969  |
| 8   | Vôlei Bauru    | 29  | 22    | 7     | 15    | 1          | 6          | 0          | 8          | 4          | 3          | 41   | 51   | 0.804 | 2015   | 2018   | 0.999  |
| 9   | São Caetano    | 28  | 22    | 10    | 12    | 2          | 5          | 3          | 1          | 5          | 6          | 37   | 47   | 0.787 | 1818   | 1910   | 0.952  |
| 10  | Brasília Vôlei | 13  | 22    | 5     | 17    | 2          | 1          | 2          | 0          | 7          | 10         | 22   | 56   | 0.393 | 1554   | 1823   | 0.852  |
| 11  | Valinhos       | 7   | 22    | 2     | 20    | 0          | 2          | 0          | 1          | 4          | 15         | 12   | 62   | 0.194 | 1387   | 1801   | 0.770  |
| 12  | SESI-SP        | 4   | 22    | 1     | 21    | 0          | 1          | 0          | 1          | 10         | 10         | 15   | 64   | 0.234 | 1549   | 1930   | 0.803  |

### Confrontos
|                    | BSB | CMT | DPC | FFC | BAR | ECP | RVC | SCS | SRJ | SES | AVB | VON | Pos |
| BSB Brasília Vôlei |     | 0-3 | 0-3 | 1-3 | 1-3 | 1-3 | 3-0 | 1-3 | 0-3 | 3-2 | 3-2 | 0-3 |     |
| CMT Minas          | 3-0 |     | 0-3 | 3-0 | 3-0 | 2-3 | 3-0 | 0-3 | 1-3 | 3-1 | 3-0 | 3-2 |     |
| DPC Praia Clube    | 3-0 | 3-1 |     | 3-0 | 3-1 | 3-2 | 3-0 | 3-0 | 2-3 | 3-0 | 3-0 | 3-1 |     |
| FFC Fluminense FC  | 3-0 | 0-3 | 2-3 |     | 3-0 | 3-1 | 3-0 | 3-1 | 0-3 | 3-0 | 3-2 | 3-2 |     |
| BAR Barueri        | 3-1 | 0-3 | 1-3 | 3-1 |     | 3-0 | 3-0 | 3-0 | 0-3 | 3-0 | 3-2 | 1-3 |     |
| ECP EC Pinheiros   | 3-0 | 0-3 | 0-3 | 2-3 | 2-3 |     | 3-0 | 2-3 | 1-3 | 3-0 | 3-1 | 2-3 |     |
| RVC Valinhos       | 1-3 | 3-2 | 0-3 | 1-3 | 0-3 | 0-3 |     | 3-0 | 0-3 | 3-1 | 0-3 | 0-3 |     |
| SCS São Caetano    | 3-1 | 3-2 | 0-3 | 2-3 | 1-3 | 0-3 | 3-1 |     | 0-3 | 3-1 | 3-1 | 1-3 |     |
| SRJ Rio de Janeiro | 3-0 | 0-3 | 0-3 | 3-0 | 3-2 | 3-0 | 3-0 | 3-0 |     | 3-0 | 3-0 | 3-1 |     |
| SES SESI-SP        | 0-3 | 0-3 | 0-3 | 1-3 | 1-3 | 1-3 | 1-3 | 3-1 | 0-3 |     | 1-3 | 0-3 |     |
| AVB Vôlei Bauru    | 3-1 | 1-3 | 2-3 | 3-1 | 2-3 | 3-1 | 3-1 | 2-3 | 1-3 | 3-1 |     | 2-3 |     |
| VON Osasco         | 3-0 | 2-3 | 0-3 | 3-2 | 3-1 | 3-0 | 3-2 | 3-1 | 2-3 | 3-1 | 3-2 |     |     |

## Playoffs
|  | Quartas-de-final        | Quartas-de-final        | Quartas-de-final        | Quartas-de-final        | Quartas-de-final        |   |    | Semifinais                       | Semifinais                       | Semifinais                       | Semifinais                       | Semifinais                       | Semifinais                       | Semifinais                       |  |  | Final                    | Final                    | Final                    | Final                    |
|  | 9 a 17 de março de 2018 | 9 a 17 de março de 2018 | 9 a 17 de março de 2018 | 9 a 17 de março de 2018 | 9 a 17 de março de 2018 |   |    | 23 a 31 de março e abril de 2018 | 23 a 31 de março e abril de 2018 | 23 a 31 de março e abril de 2018 | 23 a 31 de março e abril de 2018 | 23 a 31 de março e abril de 2018 | 23 a 31 de março e abril de 2018 | 23 a 31 de março e abril de 2018 |  |  | 15 a 22 de abril de 2018 | 15 a 22 de abril de 2018 | 15 a 22 de abril de 2018 | 15 a 22 de abril de 2018 |
|  |                         |                         |                         |                         |                         |   |    |                                  |                                  |                                  |                                  |                                  |                                  |                                  |  |  |                          |                          |                          |                          |
|  | 1º                      | Praia Clube             | 3                       | 3                       | -                       |   |    |                                  |                                  |                                  |                                  |                                  |                                  |                                  |  |  |                          |                          |                          |                          |
|  | 8º                      | Vôlei Bauru             | 1                       | 0                       | -                       |   |    |                                  |                                  |                                  |                                  |                                  |                                  |                                  |  |  |                          |                          |                          |                          |
|  | 8º                      | Vôlei Bauru             | 1                       | 0                       | -                       |   | 1º | Praia Clube                      | 3                                | 1                                | 3                                | 1                                | 3                                |                                  |  |  |                          |                          |                          |                          |
|  |                         |                         |                         |                         |                         |   | 1º | Praia Clube                      | 3                                | 1                                | 3                                | 1                                | 3                                |                                  |  |  |                          |                          |                          |                          |
|  |                         | 4º                      | Osasco                  | 2                       | 3                       | 1 | 3  | 1                                |                                  |                                  |                                  |                                  |                                  |                                  |  |  |                          |                          |                          |                          |
|  | 4º                      | 4º                      | Osasco                  | 2                       | 3                       | 1 | 3  | 1                                | Osasco                           | 3                                | 3                                | -                                |                                  |                                  |  |  |                          |                          |                          |                          |
|  | 4º                      |                         |                         |                         |                         |   |    |                                  | Osasco                           | 3                                | 3                                | -                                |                                  |                                  |  |  |                          |                          |                          |                          |
|  | 5º                      | Barueri                 | 1                       | 1                       | -                       |   |    |                                  |                                  |                                  |                                  |                                  |                                  |                                  |  |  |                          |                          |                          |                          |
|  |                         |                         |                         |                         |                         |   |    |                                  |                                  |                                  |                                  |                                  |                                  |                                  |  |  | 1º                       | Praia Clube              | 1                        | 4                        |
|  |                         |                         | 2º                      | Rio de Janeiro          | 3                       | 0 |    |                                  |                                  |                                  |                                  |                                  |                                  |                                  |  |  |                          |                          |                          |                          |
|  | 2º                      | Rio de Janeiro          | 3                       | 3                       | -                       |   |    |                                  |                                  |                                  |                                  |                                  |                                  |                                  |  |  |                          |                          |                          |                          |
|  | 7º                      | EC Pinheiros            | 2                       | 0                       | -                       |   |    |                                  |                                  |                                  |                                  |                                  |                                  |                                  |  |  |                          |                          |                          |                          |
|  | 7º                      | EC Pinheiros            | 2                       | 0                       | -                       |   | 2º | Rio de Janeiro                   | 3                                | 3                                | 3                                | -                                | -                                |                                  |  |  |                          |                          |                          |                          |
|  |                         |                         |                         |                         |                         |   | 2º | Rio de Janeiro                   | 3                                | 3                                | 3                                | -                                | -                                |                                  |  |  |                          |                          |                          |                          |
|  |                         | 3º                      | Minas                   | 2                       | 0                       | 1 | -  | -                                |                                  |                                  |                                  |                                  |                                  |                                  |  |  |                          |                          |                          |                          |
|  | 3º                      | 3º                      | Minas                   | 2                       | 0                       | 1 | -  | -                                | Minas                            | 3                                | 3                                | -                                |                                  |                                  |  |  |                          |                          |                          |                          |
|  | 3º                      |                         |                         |                         |                         |   |    |                                  | Minas                            | 3                                | 3                                | -                                |                                  |                                  |  |  |                          |                          |                          |                          |
|  | 6º                      | Fluminense              | 0                       | 1                       | -                       |   |    |                                  |                                  |                                  |                                  |                                  |                                  |                                  |  |  |                          |                          |                          |                          |

## Classificação final
| Posição           | Equipe         | Classificação/rebaixamento                                      |
| ----------------- | -------------- | --------------------------------------------------------------- |
| Medalha de ouro   | Praia Clube    | Sul-Americano de Clubes de 2019 · Superliga 2018/2019 - Série A |
| Medalha de prata  | Rio de Janeiro | Superliga 2018/2019 - Série A                                   |
| Medalha de bronze | Minas          | Superliga 2018/2019 - Série A                                   |
| 4                 | Osasco         | Superliga 2018/2019 - Série A                                   |
| 5                 | Barueri        | Superliga 2018/2019 - Série A                                   |
| 6                 | Fluminense     | Superliga 2018/2019 - Série A                                   |
| 7                 | EC Pinheiros   | Superliga 2018/2019 - Série A                                   |
| 8                 | Vôlei Bauru    | Superliga 2018/2019 - Série A                                   |
| 9                 | São Caetano    | Superliga 2018/2019 - Série A                                   |
| 10                | Brasília Vôlei | Superliga 2018/2019 - Série A                                   |
| 11                | Valinhos       | Série B 2019                                                    |
| 12                | SESI-SP        | Série B 2019                                                    |

## Premiações
| Superliga 2017/2018                        |
| Minas Gerais                               |
| ------------------------------------------ |
| Praia Clube Campeão (1° título Brasileiro) |

### Individuais
As atletas que se destacaram individualmente foram:
| MVP                             | Tandara Caixeta    | Osasco         |
| Melhor Ataque                   | Tandara Caixeta    | Osasco         |
| Melhor Bloqueio                 | Ana Beatriz Correa | Osasco         |
| Melhor Saque                    | Bruna Honório      | Pinheiros      |
| Melhor Recepção/Passe           | Fabi Alvim         | Rio de Janeiro |
| Melhor Defesa                   | Suelen Pinto       | Praia Clube    |
| Melhor Levantador               | Roberta Ratzke     | Rio de Janeiro |
| MVP da Final (Troféu VivaVôlei) | Cláudia Bueno      | Praia Clube    |
| Maior Pontuadora                | Tandara Caixeta    | Osasco         |